# コルネリス・スフート (甥)
コルネリス・スフート（Cornelis Schut、1629年ころ-1685年）はフランドル生まれの画家である。スペインのセビリアで働いた。スペインではコルネリオ・スフート(Cornelio Schut)と呼ばれる。叔父の同名の画家、コルネリス・スフート（Cornelis Schut: 1597-1655）と区別するために、「3世(Cornelis Schut III)」や「若いほうのコルネリオ・スフート、(Cornelio Schut el Mozo, Cornelio Schut el jove)」と呼ばれた。スペイン黄金時代美術を代表する画家、バルトロメ・エステバン・ムリーリョの影響を受けて、17世紀セビリア絵画のスタイルで描いた。

## 略歴
アントウェルペンで生まれた。叔父で、有名な歴史画家であるコルネリス・スフートから絵を学んだ。父親が技術者としてスペイン王に雇わたことから、父親とスペインに移り、1653年には、セビリアにいた記録がある。1654年にセビリアの画家組合に入会した。彫刻家、ホセ・デ・アルセ(José de Arce: c.1600-1666)を中心とする美術家のグループに属し、デ・アルセの妻の妹と結婚した。
デ・アルセの支援もあって、多くの絵の注文が得られるようになり、1655年には自分の工房で最初の弟子を教えるようになり、その後、多くの弟子を教えた。工房ではデ・アルセの彫刻の彩色の作業も行なわれた。
1660年に設立されたセビリアの美術学校の設立者の一人となり、絵を教え、1672年に、バルトロメ・エステバン・ムリーリョ、フランシスコ・エレーラと共同校長に選ばれ、4年後にも校長に選ばれた。学校の運営のために、私費でモデルを雇い、展覧会の賞金を出すなどしたとされる。
画家としての成功したが、晩年、病気のため長い治療の費用のために財産を失った後、亡くなったとされる。
スフートの作品の多くは、セビリア大聖堂など、セビリアに残されている。歴史画や肖像画、静物画などを描いた。フランドル絵画のスタイルもみられるが、イタリアで学んだフランシスコ・エレーラや
独自のスタイルを開いたバルトロメ・エステバン・ムリーリョの影響を受けて、当時のセビリアの絵画のスタイルの作品を描いた。

## 作品

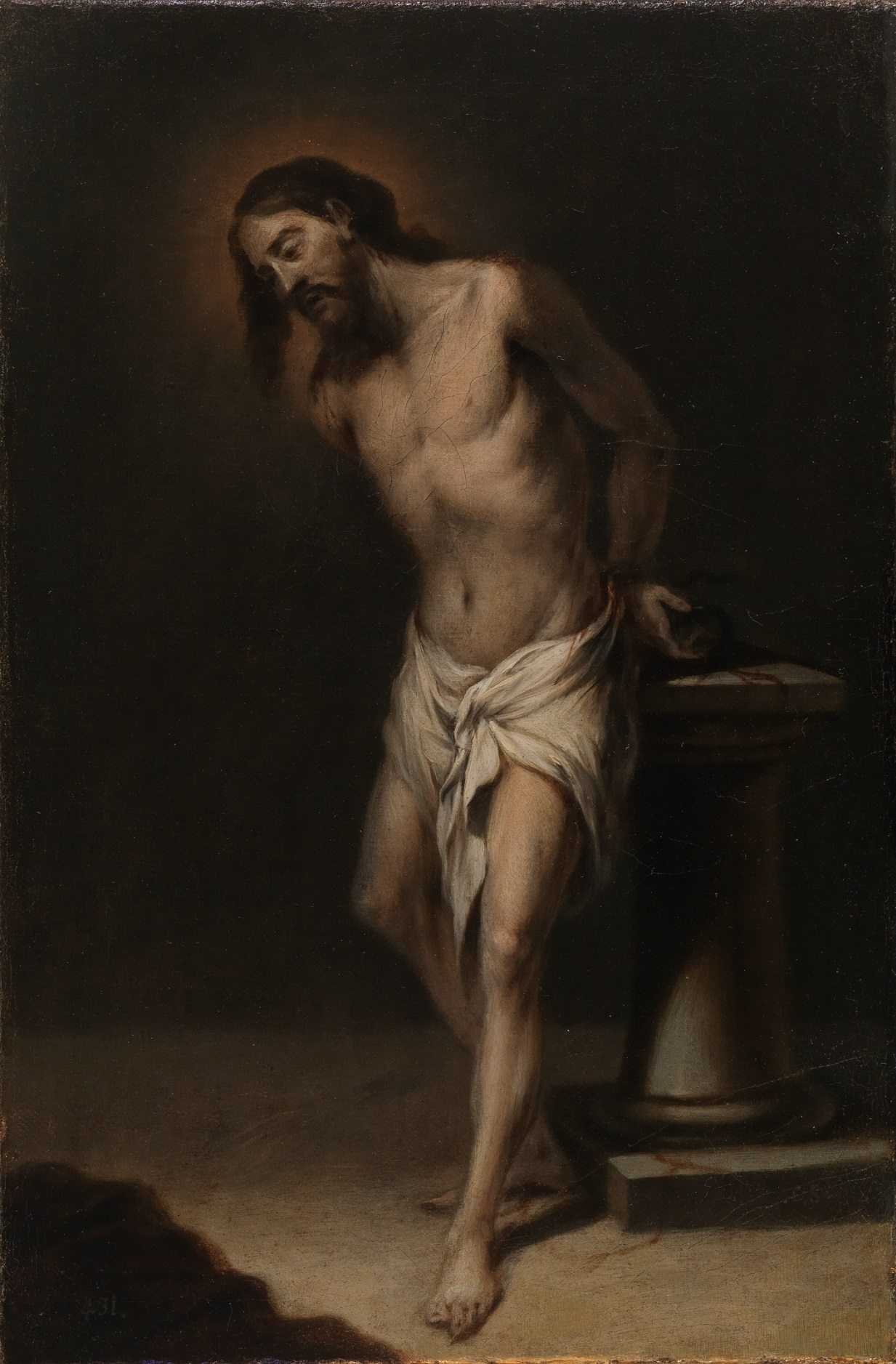
柱に縛られたキリスト (1665) プラド美術館 蔵
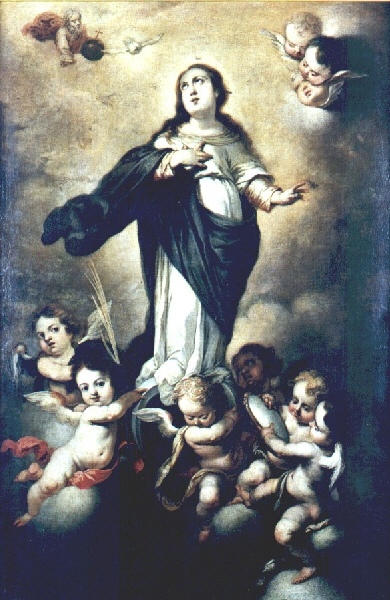
無原罪の御宿り コルドバ美術館 蔵
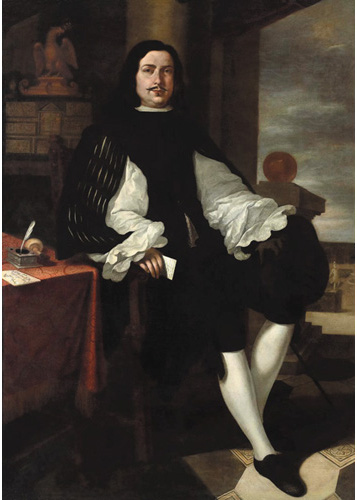
Juan Bautista Priaroggiaの肖像(1669/1670)
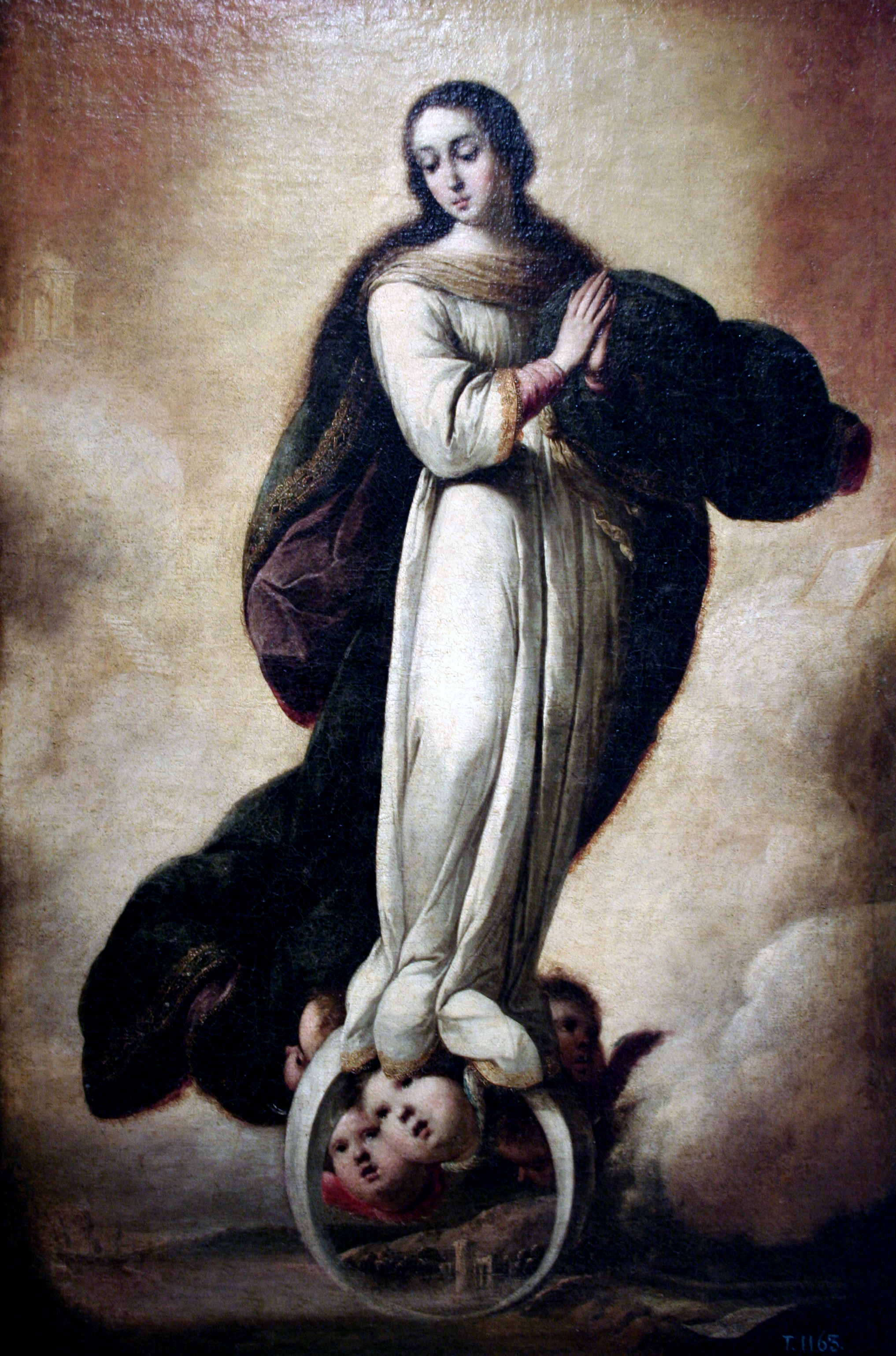
無原罪の御宿り セビーリャ美術館 蔵

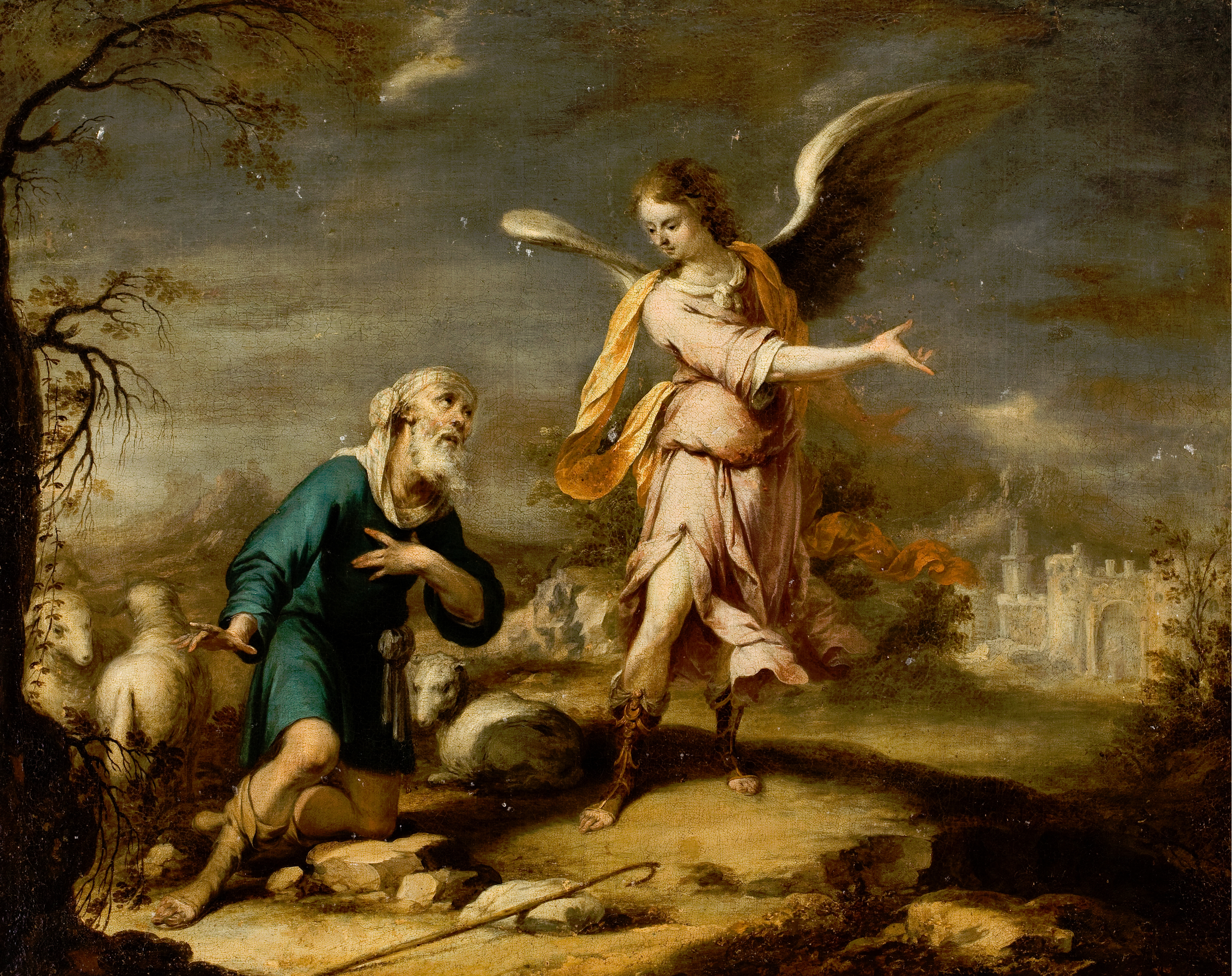
羊飼いと大天使
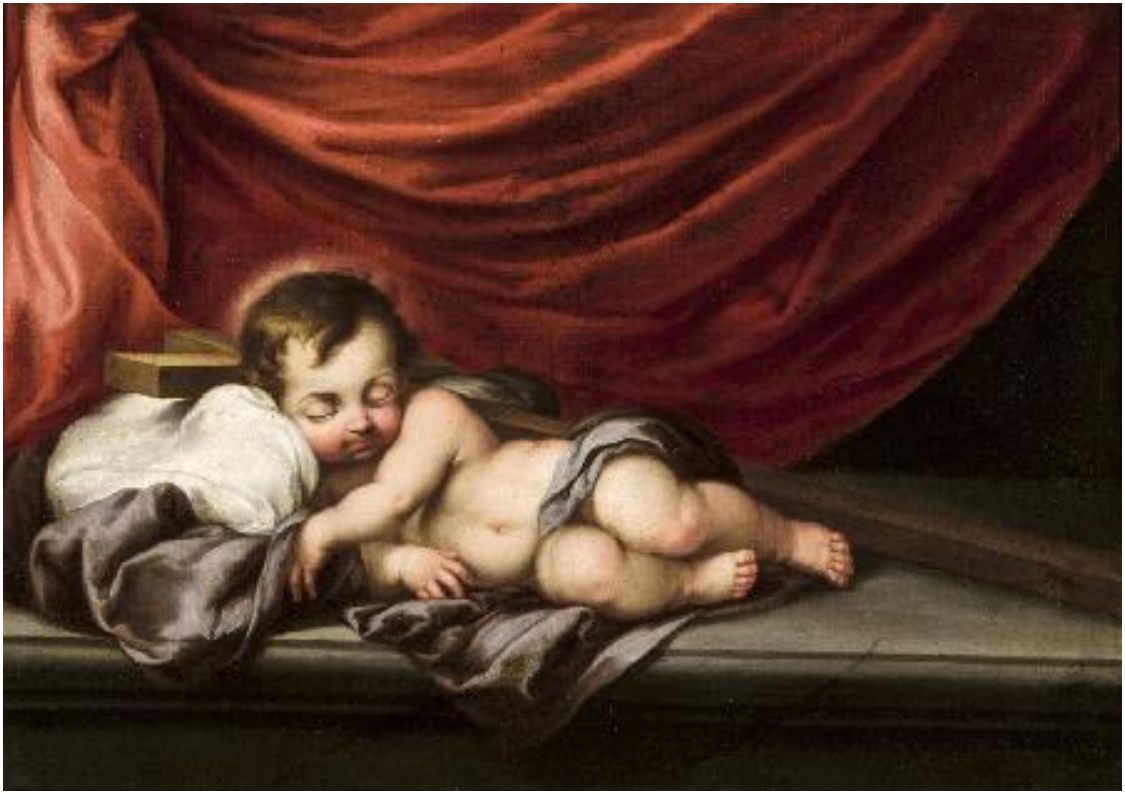
眠る子供 セビーリャ美術館 蔵
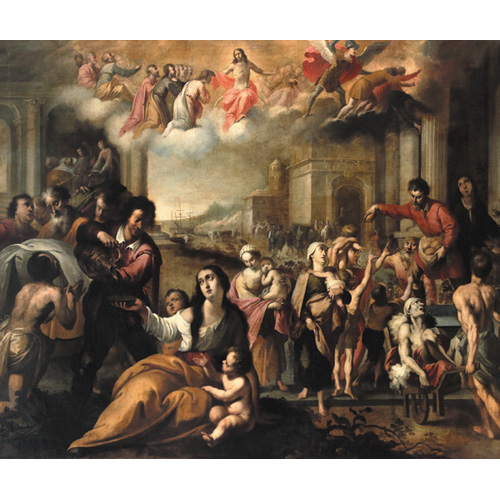